# Іоанніс Яннуліс (плавець)
Іоанніс Яннуліс (8 січня 1988) — грецький плавець.
Учасник Олімпійських Ігор 2008 року.